# Holocsy István
Holocsy István (Illésháza, 1950. február 18. – Komárom, 1996. július 27.) magyar színész, színházigazgató, rendező, műsorvezető.

## Életpálya
Pozsonyban érettségizett 1967-ben. 1973-ban színészi oklevelet szerzett Budapesten a Színház- és Filmművészeti Főiskolán, majd a komáromi Magyar Területi Színház tagja lett, 1981-től művészeti vezető, 1994. június 1-től a Komáromi Jókai Színház igazgatója volt. Vendégként játszott a Kassai Thália Színházban, a Kisvárdai Várszínházban. 1996. július 27-én, 46 éves korában hunyt el.

## Elismerései
- 1997-ben Pozsonyban in memoriam Nyitott Európáért Díj
- 1998-ban az MK művelődési és közoktatási miniszterének posztumusz Pro Cultura Hungarica Emlékplakettje

## Főbb színházi szerepei
- William Shakespeare: Othello... Jágó
- William Shakespeare: Vízkereszt, vagy amit akartok, avagy nem a ruha teszi... Antonio, tengerészkapitány
- William Shakespeare: Coriolanus... Aufidius Tullus
- Molière: Tudós nők... Chrysale, módos polgár
- Pierre-Augustin Caron de Beaumarchais: Figaro házassága... Bartolo, sevillai orvos
- Anton Pavlovics Csehov: Cseresznyéskert... Lopahin
- Carlo Goldoni: A legyező... Evaristo
- Carlo Goldoni: A tengerparti csetepaté... Vincenzo, halász
- Nyikolaj Vasziljevics Gogol: A revizor... Hlesztakov
- Vlagyimir Vlagyimirovics Majakovszkij: Gőzfürdő... Diadalov
- Bertolt Brecht – Kurt Weill: Koldusopera... Bicska Maxi
- Eugène Labiche – Marc Michele: Olasz szalmakalap... Fadinard
- Edward Albee: Nem félünk a farkastól... George
- Georges Feydeau: Osztrigás Mici... Montgicourt
- Mark Twain: Koldus és királyfi... St. John
- Sztaniszlav Sztratiev: Velúrzakó... Narrátor
- Oldřich Daněk: Jelentés N. város sebészetéről... Frajhanzel
- Oldřich Daněk: Negyven gazfickó meg egy maszületett bárány... Vörös
- Ivan Bukovčan: Fata morgana... Dr. Werner
- Nataša Tanská: Ella meg a Bella... Tobi
- Štefan Korenči – Jean-Paul Sartre: Az Ördög és a Jóisten...
- Tadeusz Różewicz: Fehér házasság... Apa
- Osvald Zahradník: Utóirat... Kaszás
- Osvald Zahradník: Tűzijáték... Jakab
- Török Tamás - Jókai Mór: Fácia negra... Juon Táre
- Jókai Mór: Szeretve mind a vérpadig... Ocskay László
- Vörösmarty Mihály: Czillei és a Hunyadyak... Hunyadi László, dalmát-horvátországi bán
- Mikszáth Kálmán: A Noszty fiú esete Tóth Marival... Noszty Feri
- Mikszáth Kálmán: Szent Péter esernyője... Vibra Gyuri
- Madách Imre: Az ember tragédiája... Ádám; Bábjátékos; Pátriárka; Péter apostol
- Katona József: Bánk bán... Petúr bán
- Molnár Ferenc: Liliom... Dr. Reich
- Móricz Zsigmond: Rokonok... Polgármester
- Illyés Gyula: Tiszták... Des Arcis, a francia hadak feje
- Weöres Sándor: Holdbéli csónakos... Paprika Jancsi
- Márai Sándor: Kassai polgárok... István püspök
- Háy Gyula: CAliguLÓ... Caligula
- Háy Gyula: Mohács... Zápolya János
- Kocsis István: Árpád-házi Szent Margit... Fülöp, esztergomi érsek
- Csurka István: Házmestersirató... Szász
- Schwajda György: Segítség... Művezető; Riporter
- Kmeczkó Mihály: Harc a kutyafejűekkel... Parittyás
- Horváth Péter - Presser Gábor - Sztevanovity Dusán: A padlás... Barrabás B. Barrabás, a gengszter; Révész, aki külsőleg azonos Barrabással
- Eisemann Mihály: Fekete Péter... Gaston Auriel
- Méhes György - Gvadányi József - Gaal József: A peleskei nótárius...

## Főbb színházi rendezései
| - Batta György: Töklámpás - Ugo Betti: Bűntény a Kecske-szigeten - Bernard Slade: Jövőre veled, ugyanitt |

## Filmek, tv
- Makra (1974)
- Valahol Magyarországon (1987)
- A szigetvári vértanúk (1996)